# إبراهيم بيوغراديتش
إبراهيم بيوغراديتش مواليد 8 مارس 1931 في سراييفو، مملكة يوغوسلافيا - الوفاة 20 فبراير 2015 في سراييفو، هو لاعب كرة قدم بوسني سابق كان يلعب كمدافع. فاز بميدالية دورة الألعاب الأوليمبية في مسابقة كرة القدم.

## المسيرة الاحترافية

### أندية لعب لها
- نادي ساراييفو

## روابط خارجية
- إبراهيم بيوغراديتش على موقع الاتحاد الدولي (مؤرشف)  (الإنجليزية)
- إبراهيم بيوغراديتش على موقع ناشيونال فوتبول تيمز (الإنجليزية)
- إبراهيم بيوغراديتش على موقع اللجنة الأولمبية الدولية (الإنجليزية)
- إبراهيم بيوغراديتش على موقع أوليمبيديا (الإنجليزية)